# Chlorophorus moultoni
Chlorophorus moultoni är en skalbaggsart som beskrevs av Aurivillius 1911. Chlorophorus moultoni ingår i släktet Chlorophorus och familjen långhorningar. Inga underarter finns listade i Catalogue of Life.